# 衣縫金継女
衣縫 金継女（きぬぬいの かなつぐのむすめ、生没年不詳）は、平安時代前期の女性。河内志紀郡の人。

## 略歴
十二歳のときに、父親が亡くなり、彼女の慟哭の切実さが人々を感動させた。冬期、恵賀河をわたる人の苦しみをみて、母と15年間仮橋づくりをつづけた。承和8年仁明天皇は三階の位をあたえ、田租を免じた。村の入り口では彼女を表彰する旌門が設置された。